# رير
رير (بالإنجليزية: Rare)‏ هي شركة متخصصة في ألعاب الفيديو ، تأسست عام 1985 ويقع مقرها في ليسترشير، إنجلترا، المملكة المتحدة. تقوم الشركة بـ تطوير ألعاب الفيديو. من أشهر ألعابها بيرفكت دارك. كانت الشركة في السابق تركز على إنتاج ألعاب لجهاز نينتندو إنترتينمنت سيستم. في 24 سبتمبر 2002 ، تم شراء الشركة بالكامل من قبل مايكروسوفت وركزت منذ ذلك الحين على تطوير الألعاب حصريا لأجهزة ألعاب الفيديو الخاصة بمايكروسوفت .

## من ألعابها
- فيفا بينياتا
- بيرفكت دارك
- غولدن آي 007
- دونكي كونغ كانتري
- دونكي كونج كونتري 2: ديدي كونج كويست
- دونكي كونج كونتري 3: ديكسي كونغز دبل تربلز
- دونكي كونغ لاند
- دونكي كونغ لاند 2
- دونكي كونغ لاند 3
- بانجو-كازووي
- بانجو-توي
- بانجو كازوي: نيتز آند بولز
- إتز مستر بانتس
- بلاست كوربز
- كيلر إنستينكت

## وصلات خارجية
- الموقع الرسمي